# Gisela Arendt
Pour les articles homonymes, voir Arendt.
Gisela Arendt (5 novembre 1918 à Berlin - 18 février 1969 à Bonn) est une nageuse allemande, spécialiste de la nage libre.

## Biographie
Lors des Championnats d'Europe de natation 1934, elle remporte trois médailles : l'argent au 100 m dos, l'argent au relais 4 × 100 m nage libre et le bronze au 100 m nage libre. Aux Jeux olympiques d'été de 1936, elle remporte le bronze en 100 m nage libre en 1 min 06 s 6 derrière la Néerlandaise Rie Mastenbroek et l'Argentine Jeannette Campbell et l'argent au relais 4 × 100 m nage libre avec ses compatriotes Ruth Halbsguth, Leni Lohmar et Ongbor Schmidtz,.
Elle participe également aux Jeux olympiques d'été de 1952 à Helsinki où elle termine 7e du relais 4 × 100 m nage libre.
Elle est détentrice de sept titres nationaux en 100 m nage libre (1933-1937, 1939 et 1949).
Après la Seconde Guerre mondiale, elle devient entraîneuse au SSF Bonn.

## Palmarès

### Jeux Olympiques
- Jeux olympiques d'été de 1936 à Berlin ( Reich allemand) :
  -  médaille d'argent du 4 × 100 m nage libre
  -  médaille de bronze du 100 m nage libre

### Championnats d'Europe
- Championnats d'Europe de natation 1934 à Magdebourg ( Reich allemand) :
  -  médaille d'argent du 100 m dos
  -  médaille d'argent du relais 4 × 100 m
  -  médaille de bronze du 100 m nage libre